# 借用
借用（しゃくよう）とは、本来他者が使っていたものを借りて用いること。以下では言語における借用について説明する。

## 言語における借用
言語同士が接触した際、ある言語から別の言語へと語彙が輸出される。このことを言語における借用という。語彙だけでなく文法、語法などが借用されることもある。借用された単語のことを借用語という。語彙がそのままの形でなく直訳された形で借用されることを翻訳借用という。また翻訳借用に似ているが、元々ある言語に存在する単語が他の言語の影響で意味を拡張することを意味借用という。

## 接辞の借用
ある言語から別の言語へと借用されうる要素には、名詞や動詞のような語のみならず、派生や屈折に関わる接辞も含まれる。実際に借用された事例が確認されている接辞は、名詞化辞のような品詞転換に関わるものや、受動化・使役化といった結合価の変更に関わるもの、指小辞、格・数・時制・相・法の標識など、多岐にわたっている。

### 事例
- 名詞化辞
  - ロシア語 : -nik > イディッシュ語 : -nik (人を表す接尾辞)[2]